# 彼得森冰川
66°25′S 110°44′E / 66.417°S 110.733°E
彼得森冰川（英語：Peterson Glacier）是南極洲的冰川，位於威爾克斯地的風車群島，最終在赫林島對面注入彭尼灣，根據美國海軍拍攝的空中照片繪入地圖，現時由南極條約體系管理。